# Tom Okker
Tom Samuel Okker (Amsterdam, 22 februari 1944), bijgenaamd The Flying Dutchman, is een voormalig toptennisser uit Nederland. Van 1964 tot 1968 was hij Nederlands kampioen, waarna hij internationaal professional werd. 

## Loopbaan
Tom Okker was lid van de Haarlemse Lawn Tennis Club. Okker speelde bij de HLTC in de jaren 60 met de uit Den Haag afkomstige Jan Hajer competitie. De voormalige NK kampioen Jan Hajer studeerde aan het CIOS in Overveen. Okker bereikte in 1969 de derde plaats op de wereldranglijst, achter de Australiër Rod Laver en de Amerikaan Arthur Ashe. Zeven jaar lang stond hij in de top tien. Hij schreef 22 toernooien in het enkelspel en 78 toernooien in het dubbelspel op zijn naam, waarvan twee dubbelspeltitels op de grandslamtoernooien: Roland Garros in 1973 met John Newcombe en de US Open in 1976 met Marty Riessen. Bij de dubbelspelranking bereikte hij de eerste plaats op de wereldranglijst.
Zijn eerste aansprekende prestatie behaalde hij in 1964, toen hij met Trudy Groenman de halve finale van het gemengd dubbelspel op Wimbledon bereikte. In 1965 won hij het enkelspel en het gemengd dubbelspel tijdens de Maccabiade in Israël. In 1968 bereikte hij voor het eerst de kwartfinale van het mannenenkelspel op Wimbledon en in 1978 de halve finale. In deze halve finale verloor hij met 4-6, 4-6 en 4-6 van de legendarische Björn Borg. In 1968 stond hij in de finale van de Open Amerikaanse kampioenschappen, maar verloor deze van Arthur Ashe met 12-14, 7-5, 3-6, 6-3 en 3-6.
Zijn grootvader Simon was een succesvol schermer en deed mee aan de Olympische Spelen van 1906 en die van 1908.

## Palmares

### Enkelspel als professional
| Nr.                       | Datum             | Toernooi         | Ondergrond    | Tegenstander in finale | Score                     |         |
| ------------------------- | ----------------- | ---------------- | ------------- | ---------------------- | ------------------------- | ------- |
| gewonnen finales          |                   |                  |               |                        |                           |         |
| 1.                        | 14 juli 1968      | Dublin           | gras          | Lew Hoad               | 6-1, 6-2                  |         |
| 2.                        | 20 april 1969     | Monte Carlo      | gravel        | John Newcombe          | 8-10, 6-1, 7-5, 6-3       |         |
| 3.                        | 18 mei 1969       | Brussel          | gravel        | Zeljko Franulovic      | 6-4, 1-6, 6-2, 6-3        | details |
| 4.                        | 3 augustus 1969   | Hilversum (1)    | gravel        | Tom Gorman             | 6-3, 4-6, 7-6             | details |
| 5.                        | 9 november 1969   | Parijs (1)       | tapijt (i)    | Earl Buchholz          | 8-6, 6-2, 6-1             | details |
| 6.                        | 10 mei 1970       | Atlanta WCT      | tapijt (i)    | Dennis Raston          | 6-4, 10-8, 6-2            |         |
| 7.                        | 17 mei 1970       | Brussel          | gravel        | Ilie Năstase           | 6-3, 6-4, 0-6, 4-6, 6-4   | details |
| 8.                        | 26 juli 1970      | Leicester        | gras          | Roger Taylor           | 6-1, 10-8                 |         |
| 9.                        | 2 augustus 1970   | Hilversum (2)    | gravel        | Roger Taylor           | 4-6, 6-0, 6-1, 6-3        | details |
| 10.                       | 16 augustus 1970  | Hamburg          | gravel        | Ilie Năstase           | 4-6, 6-3, 6-3, 6-4        |         |
| 11.                       | 25 juli 1971      | Louisville WCT   | gravel        | Cliff Drysdale         | 3-6, 6-4, 6-1             |         |
| 12.                       | 1 augustus 1971   | Quebec WCT       | tapijt (i)    | Rod Laver              | 6-3, 7-6, 6-7, 6-4        |         |
| 13.                       | 19 maart 1972     | Chicago WCT      | tapijt (i)    | Arthur Ashe            | 4-6, 6-2, 6-3             |         |
| 14.                       | 25 maart 1973     | Washington WCT   | tapijt (i)    | Arthur Ashe            | 6-3, 6-7, 7-6             |         |
| 15.                       | 22 juli 1973      | Hilversum (3)    | gravel        | Andrés Gimeno          | 2-6, 6-4, 6-4, 6-7, 6-3   | details |
| 16.                       | 26 augustus 1973  | Montreal         | gravel        | Manuel Orantes         | 6-3, 6-2, 6-1             |         |
| 17.                       | 16 september 1973 | Seattle          | hardcourt (i) | John Alexander         | 7-5, 6-4                  |         |
| 18.                       | 30 september 1973 | Chicago          | tapijt (i)    | John Newcombe          | 3-6, 7-6, 6-3             |         |
| 19.                       | 21 oktober 1973   | Madrid           | gravel        | Jaime Fillol           | 4-6, 6-3, 6-3, 7-5        |         |
| 20.                       | 18 november 1973  | Londen           | tapijt (i)    | Ilie Năstase           | 6-3, 6-4                  |         |
| 21.                       | 17 februari 1974  | Toronto WCT      | tapijt (i)    | Ilie Năstase           | 6-3, 6-4                  |         |
| 22.                       | 31 maart 1974     | Rotterdam        | tapijt (i)    | Tom Gorman             | 4-6, 7-6, 6-1             | details |
| 23.                       | 22 juni 1975      | Nottingham       | gras          | Tony Roche             | 6-1, 3-6, 6-3             |         |
| 24.                       | 2 november 1975   | Parijs (2)       | tapijt (i)    | Arthur Ashe            | 6-3, 2-6, 6-3, 3-6, 6-4   |         |
| 25.                       | 6 februari 1977   | Richmond WCT     | tapijt (i)    | Vitas Gerulaitis       | 3-6, 6-3, 6-4             |         |
| 26.                       | 14 oktober 1979   | Tel-Aviv         | hardcourt     | Per Hjertquist         | 6-4, 6-3                  |         |
| verloren finales          |                   |                  |               |                        |                           |         |
| 1.                        | 21 juli 1968      | Gstaad           | gravel        | Cliff Drysdale         | 3-6, 3-6, 0-6             |         |
| 2.                        | 8 september 1968  | US Open          | gras          | Arthur Ashe            | 12-14, 7-5, 3-6, 6-3, 3-6 | details |
| 3.                        | 28 juli 1969      | Gstaad           | gravel        | Roy Emerson            | 1-6, 14-12, 4-6, 4-6      |         |
| 4.                        | 11 augustus 1969  | Hamburg          | gravel        | Tony Roche             | 1-6, 7-5, 5-7, 6-8        |         |
| 5.                        | 19 juli 1970      | Gstaad           | gravel        | Tony Roche             | 5-7, 5-7, 3-6             |         |
| 6.                        | 11 april 1971     | Monte Carlo      | gravel        | Ilie Năstase           | 6-3, 6-8, 1-6, 1-6        |         |
| 7.                        | 11 juli 1971      | Gstaad           | gravel        | John Newcombe          | 2-6, 7-5, 6-1, 5-7, 3-6   |         |
| 8.                        | 15 augustus 1971  | Montreal         | gravel        | John Newcombe          | 6-7, 6-3, 2-6, 6-7        |         |
| 9.                        | 10 oktober 1971   | Vancouver WCT    | tapijt (i)    | Ken Rosewall           | 2-6, 2-6, 4-6             |         |
| 10.                       | 6 augustus 1972   | Boston WCT       | hardcourt     | Robert Lutz            | 4-6, 6-2, 4-6, 4-6        |         |
| 11.                       | 12 november 1972  | Stockholm        | hardcourt (i) | Stan Smith             | 4-6, 3-6                  |         |
| 12.                       | 19 november 1972  | Rotterdam WCT    | tapijt (i)    | Arthur Ashe            | 6-3, 2-6, 1-6             | details |
| 13.                       | 29 juli 1973      | Washington, D.C. | gravel        | Arthur Ashe            | 4-6, 2-6                  |         |
| 14.                       | 23 september 1973 | Los Angeles      | hardcourt     | Jimmy Connors          | 5-7, 6-7                  |         |
| 15.                       | 9 december 1973   | Masters          | hardcourt (i) | Ilie Năstase           | 3-6, 5-7, 6-4, 3-6        | details |
| 16.                       | 17 maart 1974     | Washington WCT   | tapijt (i)    | Ilie Năstase           | 3-6, 3-6                  |         |
| 17.                       | 25 augustus 1974  | Boston           | Gravel        | Björn Borg             | 6-7, 1-6, 1-6             |         |
| 18.                       | 10 november 1974  | Stockholm WCT    | Hardcourt (i) | Arthur Ashe            | 2-6, 2-6                  |         |
| 19.                       | 2 maart 1975      | Rotterdam WCT    | Tapijt (i)    | Arthur Ashe            | 6-3, 2-6, 4-6             | details |
| 20.                       | 20 april 1975     | Johannesburg WCT | Hardcourt     | Buster Mottram         | 4-6, 2-6                  |         |
| 21.                       | 27 april 1975     | Stockholm WCT    | Tapijt (i)    | Arthur Ashe            | 4-6, 2-6                  |         |
| 22.                       | 30 juli 1978      | Hilversum        | gravel        | Balázs Taróczy         | 6-2, 1-6, 2-6, 4-6        | details |
| gewonnen overige finales  |                   |                  |               |                        |                           |         |
| 1.                        | 19 mei 1968       | Rome             | gravel        | Bob Hewitt             | 10-8, 6-8, 6-1, 1-6, 6-0  |         |
| 2.                        | 9 juni 1968       | Saltsjobaden     | gravel        | Jan-Erik Lundquist     | 3-6, 6-3, 7-5             |         |
| 3.                        | 23 juni 1968      | London           | gras          | Clark Graebner         | regen, titel gedeeld      |         |
| 4.                        | 9 mei 1969        | Tokio            | hardcourt     | Roy Emerson            | 5-7, 6-2, 7-5             |         |
| 5.                        | 25 mei 1969       | Amsterdam        | gravel        | Gimeno Andres          | 6-4, 6-3                  |         |
| 6.                        | 20 juli 1969      | Milwaukee        | gravel        | Marty Riessen          | 6-3, 6-4                  |         |
| 7.                        | 24 augustus 1969  | Newport          | gras          | Dennis Ralston         | 4-6, 6-5, 6-1             |         |
| 8.                        | 5 mei 1974        | Acapulco         | hardcourt     | Jan Kodeš              | 6-2, 7-6                  |         |
| 9.                        | 15 oktober 1978   | Tel Aviv         | hardcourt     | Peter Feigl            | 6-7, 6-4, 6-2             |         |
| verloren overige finales  |                   |                  |               |                        |                           |         |
| 1.                        | 2 juni 1968       | West-Berlijn     | gravel        | Manuel Santana         | 8-6, 4-6, 1-6, 2-6        |         |
| 2.                        | 16 juni 1968      | Lugano           | gravel        | Ion Țiriac             | 8-6, 5-7, 0-6             |         |
| 3.                        | 11 april 1969     | Johannesburg     | hardcourt     | Rod Laver              | 3-6, 8-10, 3-6            |         |
| 4.                        | 5 oktober 1969    | Tucson           | hardcourt     | Tony Roche             | 7-9, 1-6                  |         |
| 5.                        | 2 november 1969   | Casablanca       | gravel        | Tony Roche             | 7-9, 3-6                  |         |
| 6.                        | 1 februari 1970   | Auckland         | gras          | Roger Taylor           | 4-6, 4-6, 1-6             |         |
| 7.                        | 16 oktober 1970   | Berlijn          | hardcourt (i) | Rod Laver              | 3-6, 6-7, 2-6             |         |
| 8.                        | 21 maart 1971     | New York         | hardcourt (i) | Rod Laver              | 5-7, 2-6, 1-6             |         |
| 9.                        | 25 november 1979  | Warschau         | hardcourt (i) | Wojtek Fibak           | 2-6, 6-7                  |         |
| gewonnen exhibitiefinales |                   |                  |               |                        |                           |         |
| 1.                        | 12 januari 1975   | Chattanooga      | hardcourt (i) | Marty Riessen          | 7-6(5), 7-6(3)            |         |
| 2.                        | 7 november 1976   | Nederland        | hardcourt (i) | Bob Lutz               | 1-6, 7-5, 6-3             |         |
| verloren exhibitiefinales |                   |                  |               |                        |                           |         |
| 1.                        | 6 oktober 1974    | Nederland        | hardcourt (i) | Tony Roche             | 4-6, 2-6                  |         |
| 2.                        | 10 december 1978  | Luzern           | hardcourt (i) | Jimmy Connors          | 1-6, 1-6                  |         |

### Enkelspel als amateur
| Nr.              | Datum             | Toernooi       | Ondergrond         | Tegenstander in finale | Score                    |
| ---------------- | ----------------- | -------------- | ------------------ | ---------------------- | ------------------------ |
| gewonnen finales |                   |                |                    |                        |                          |
| 1.               | 6 juni 1965       | Manchester     | gravel             | Roger Taylor           | 7-5, 6-3                 |
| 2.               | 15 augustus 1965  | Den Haag       | gravel             | Evert Schneider        | 6-4, 7-5, 6-2            |
| 3.               | 29 augustus 1965  | Tel Aviv       | gravel             | Myron Franks           | 6-4, 6-1, 6-4            |
| 4.               | 6 maart 1966      | Zuidlaren      | hardcourt (i)      | Bobby Wilson           | 6-1, 1-6, 6-2            |
| 4.               | 22 mei 1966       | Brussel        | gravel             | Bob Carmichael         | 8-10, 6-3, 6-3           |
| 5.               | 17 juli 1966      | Velp           | gravel             | Ernst Blanke           | 1-6, 6-3, 6-2            |
| 6.               | 24 juli 1966      | Hilversum      | gravel             | Bob Hewitt             | 6-3, 6-3, 2-6, 6-3       |
| 7.               | 26 februari 1967  | Parijs         | hardcourt/hout (i) | Jan Kodeš              | 6-2, 3-6, 6-3, 6-4       |
| 8.               | 12 maart 1967     | Brussel        | hardcourt (i)      | Raymond Moore          | 6-2, 6-2, 6-0            |
| 9.               | 18 juni 1967      | Bristol        | gravel             | Cliff Drysdale         | 6-2, 5-7, 8-6            |
| 10.              | 23 juli 1967      | Le Touquet     | gravel             | Francois Jauffret      | 6-1, 6-0, 6-4            |
| 11.              | 27 augustus 1967  | Pörtschach     | gravel             | Ingo Buding            | 6-1, 6-1, 6-2            |
| 12.              | 24 december 1967  | Oost-Londen    | gravel             | Mark Cox               | 9-7, 7-5                 |
| 13.              | 3 maart 1968      | Kingston       | hardcourt (i)      | Manuel Orantes         | 6-2, 6-4                 |
| 14.              | 10 maart 1968     | Barranquilla   | gravel             | Marty Riessen          | 8-6, 6-3, 6-3            |
| 15.              | 14 april 1968     | Johannesburg   | hardcourt          | Marty Riessen          | 12-10, 6-1, 6-4          |
| verloren finales |                   |                |                    |                        |                          |
| 1.               | 25 juli 1965      | Hilversum      | gravel             | John Newcombe          | 2-6, 6-3, 1-6, 3-6       |
| 2.               | 24 april 1966     | Bournemouth    | gravel             | Ken Fletcher           | 5-7, 4-6                 |
| 3.               | 21 mei 1967       | Brussel        | gravel             | Roy Emerson            | 3-6, 6-3, 5-7, 4-6       |
| 4.               | 10 september 1967 | Mamaia         | gravel             | Ion Țiriac             | 2-6, 5-7, 6-3, 6-4, 3-6  |
| 5.               | 12 november 1967  | Porte Alegre   | gravel             | Richey Cliff           | 4-6, 6-3, 3-6, 6-8       |
| 6.               | 26 november 1967  | Rio de Janeiro | gravel             | Thomaz Koch            | 4-6, 9-11, 6-3, 3-6      |
| 7.               | 14 januari 1968   | Bloemfontein   | hardcourt          | Marty Riessen          | 5-7, 3-6                 |
| 8.               | 24 maart 1968     | Curacao        | gravel             | Marty Riessen          | 5-7, 6-3, 11-9, 2-6, 2-6 |

### Dubbelspel als professional
Okker heeft in totaal 78 toernooien in het dubbelspel op zijn naam. In 1978, 1979 en 1980 heeft hij met de Hongaar Balázs Taróczy op 't Melkhuisje de dubbelspeltitel gewonnen.
| jaar | baan      | tegenstanders                 | land                                 | score         |
| ---- | --------- | ----------------------------- | ------------------------------------ | ------------- |
| 1978 | Hilversum | Bob Carmichael Mark Edmondson | Australië                            | 7–6, 4–6, 7–5 |
| 1979 | Hilversum | Jan Kodeš Tomáš Šmíd          | Tsjecho-Slowakije                    | 6–1, 6–3      |
| 1980 | Hilversum | Tony Giammalva Buster Mottram | Verenigde Staten Verenigd Koninkrijk | 7–5, 6–3, 7–6 |

## Resultaten grandslamtoernooien
| Legenda | Legenda                          |
| ------- | -------------------------------- |
| g.t.    | geen toernooi gehouden           |
| l.c.    | lagere categorie                 |
| –       | niet deelgenomen                 |
| G       | uitgeschakeld in de groepsfase   |
| 1R      | uitgeschakeld in de eerste ronde |
| 2R      | uitgeschakeld in de tweede ronde |
| 3R      | uitgeschakeld in de derde ronde  |
| 4R      | uitgeschakeld in de vierde ronde |
| KF      | uitgeschakeld in de kwartfinale  |
| HF      | uitgeschakeld in de halve finale |
| F       | de finale verloren               |
| W       | het toernooi gewonnen            |
| w-v     | winst/verlies-balans             |

### Enkelspel
| Toernooi        | 1964 | 1965 | 1966 | 1967 | 1968 | 1969 | 1970 | 1971 | 1972 | 1973 | 1974 | 1975 | 1976 | 1977 | 1977 | 1978 | 1979 | 1980 | 1981 |
| --------------- | ---- | ---- | ---- | ---- | ---- | ---- | ---- | ---- | ---- | ---- | ---- | ---- | ---- | ---- | ---- | ---- | ---- | ---- | ---- |
| Australian Open | –    | 2R   | 3R   | –    | –    | 1R   | KF   | HF   | –    | –    | –    | –    | –    | –    | –    | –    | –    | –    | –    |
| Roland Garros   | –    | 2R   | 4R   | KF   | –    | HF   | –    | –    | –    | KF   | –    | –    | –    | –    | –    | 1R   | –    | –    | –    |
| Wimbledon       | 2R   | 1R   | 4R   | 2R   | KF   | KF   | 2R   | 4R   | –    | –    | 4R   | KF   | 3R   | 4R   | 4R   | HF   | KF   | 3R   | 1R   |
| US Open         | 1R   | –    | –    | –    | F    | 1R   | 4R   | HF   | 3R   | 4R   | 4R   | 2R   | 3R   | –    | –    | 1R   | 1R   | 1R   | –    |

### Mannendubbelspel

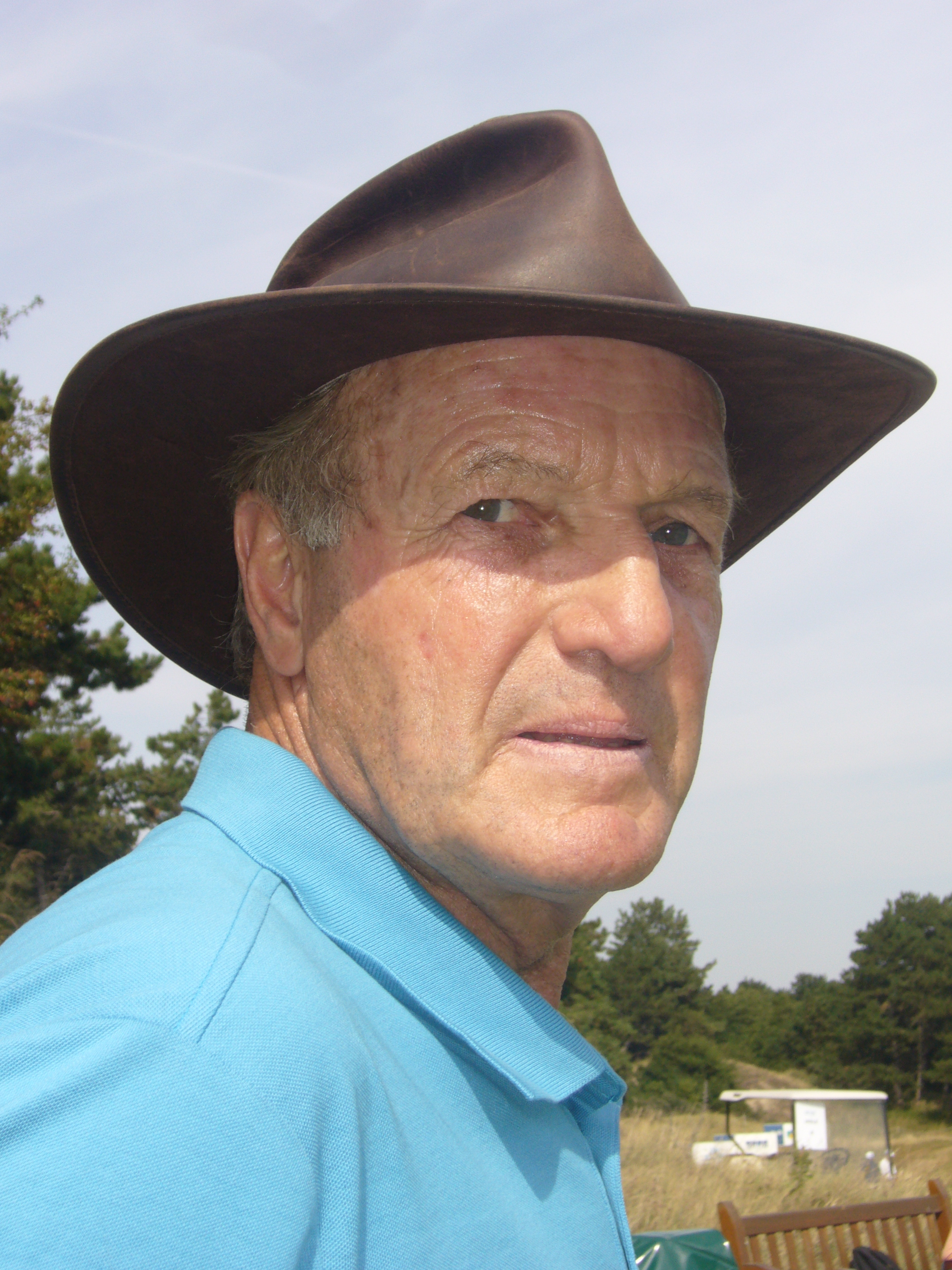
KLM Open 2009 golftoernooi

| Toernooi        | 1965 | 1966 | 1967 | 1968 | 1969 | 1970 | 1971 | 1972 | 1973 | 1974 | 1975 | 1976 | 1977 | 1977 | 1978 | 1979 | 1980 | 1981 | 1982 |
| --------------- | ---- | ---- | ---- | ---- | ---- | ---- | ---- | ---- | ---- | ---- | ---- | ---- | ---- | ---- | ---- | ---- | ---- | ---- | ---- |
| Australian Open | KF   | 2R   | –    | –    | –    | 2R   | F    | –    | –    | –    | –    | –    | –    | –    | –    | –    | –    | –    | –    |
| Roland Garros   | –    | –    | –    | –    | HF   | –    | –    | –    | W    | –    | –    | –    | –    | –    | HF   | 2R   | –    | –    | –    |
| Wimbledon       | 2R   | KF   | 1R   | 1R   | F    | KF   | 2R   | –    | –    | HF   | 3R   | 2R   | –    | –    | HF   | 1R   | 2R   | HF   | 1R   |
| US Open         | –    | –    | –    | KF   | HF   | 3R   | HF   | 3R   | HF   | –    | F    | W    | KF   | KF   | HF   | 2R   | 3R   | 3R   | –    |

## International Jewish Hall of Fame
Okker, wiens vader joods was, is in 2003 als tweede Nederlander opgenomen in de International Jewish Sports Hall of Fame, na veldhockeyster Carina Benninga (2000).

## Kunsthandel
In 1988 opende Okker een galerie aan de Nieuwe Spiegelstraat in Amsterdam, gespecialiseerd in werk van de CoBrA-groep. In 2005 richtte hij kunsthandel Tom Okker Art in Hazerswoude op, met hetzelfde werkterrein. In 2014 werd de Okker Art Gallery geopend in de Vijzelstraat in Amsterdam, in samenwerking met zijn zoon Stephan Okker.

## Privé
Tom Okker is getrouwd en heeft drie kinderen.